# Universität Yamaguchi

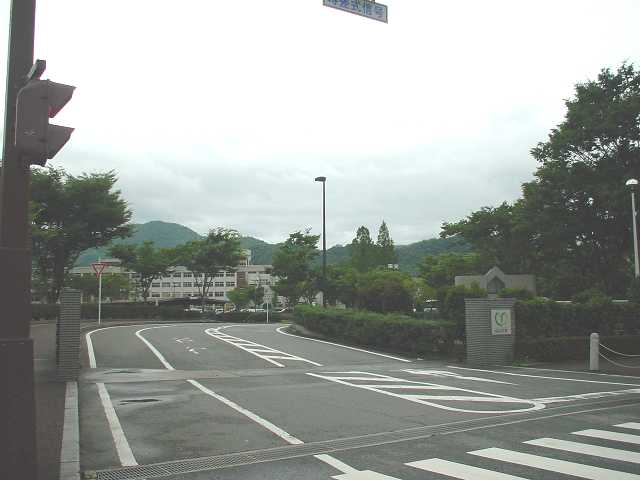
Eingangstor im Yoshida-Campus

Die Universität Yamaguchi (jap. 山口大学, Yamaguchi daigaku, kurz: Yamadai (山大)) ist eine staatliche Universität in Japan. Der Hauptcampus liegt in Yamaguchi in der Präfektur Yamaguchi.

## Geschichte
Der Ursprung der Universität war die Privatschule Yamaguchi-Kōdō (山口講堂, dt. „das Auditorium Yamaguchi“), die 1815 von Ueda Hōyō (上田 鳳陽, 1769–1853) gegründet wurde. Sie wurde 1863 eine Han-Schule von Chōshū und benannte sich in Yamaguchi-Meirinkan (山口明倫館) um. 1870 wurde sie zur Präfekturalen Mittelschule Yamaguchi und 1886 zur staatlichen Höheren Mittelschule Yamaguchi, die Schule mit einem der damals sieben Vorbereitungskurse für die Kaiserliche Universität. 1894 wurde diese in Oberschule Yamaguchi (山口高等学校, Yamaguchi kōtō gakkō) umbenannt.
Im Februar 1905 wurde selbige zur Höheren Handelsschule Yamaguchi (山口高等商業学校, Yamaguchi kōtō shōgyō gakkō) verändert, die dritte staatliche höhere Handelsschule (oder Handelsfachhochschule, jap. kōtō shōgyō gakkō) nach Tokio (1887) und Kōbe (1902). Der Zweck der Schule war die Erziehung der Kaufleute, die Handel mit Mandschurei und Korea treiben könnten. 1944 wurde sie in Wirtschaftsfachschule Yamaguchi (山口経済専門学校, Yamaguchi keizai semmon gakkō) umbenannt.
1949 wurde die Universität Yamaguchi durch den Zusammenschluss der sechs Fachschulen gegründet. Die sechs waren die Wirtschaftsfachschule Yamaguchi, die (wiederaufgebaute) Oberschule Yamaguchi (（再興）山口高等学校, (Saikō) Yamaguchi kōtō gakkō, gegründet 1919), die Normalschule Yamaguchi (山口師範学校, Yamaguchi shihan gakkō, gegründet 1874), die Jugend-Normalschule Yamaguchi (山口青年師範学校, Yamaguchi seinen shihan gakkō in Hōfu, gegründet 1920), das Technikum Ube (宇部工業専門学校, Ube kōgyō semmon gakkō in Ube, gegründet 1939) und die Präfekturale Veterinär- und Tierhaltungsfachschule Yamaguchi (山口獣医畜産専門学校, Yamaguchi jūi chikusan semmon gakkō in Shimonoseki, gegründet 1885). 1964 wurde die ehemalige Präfekturale Medizinische Hochschule (山口県立医科大学, Yamaguchi-kenritsu ika daigaku in Ube, gegründet 1944) zur Fakultät für Medizin. 1966 wurde die heutige Yoshida-Campus neu geöffnet und 1973 zogen alle Fakultäten außer zwei (Medizin und Ingenieurwissenschaften) in den Campus.

## Fakultäten

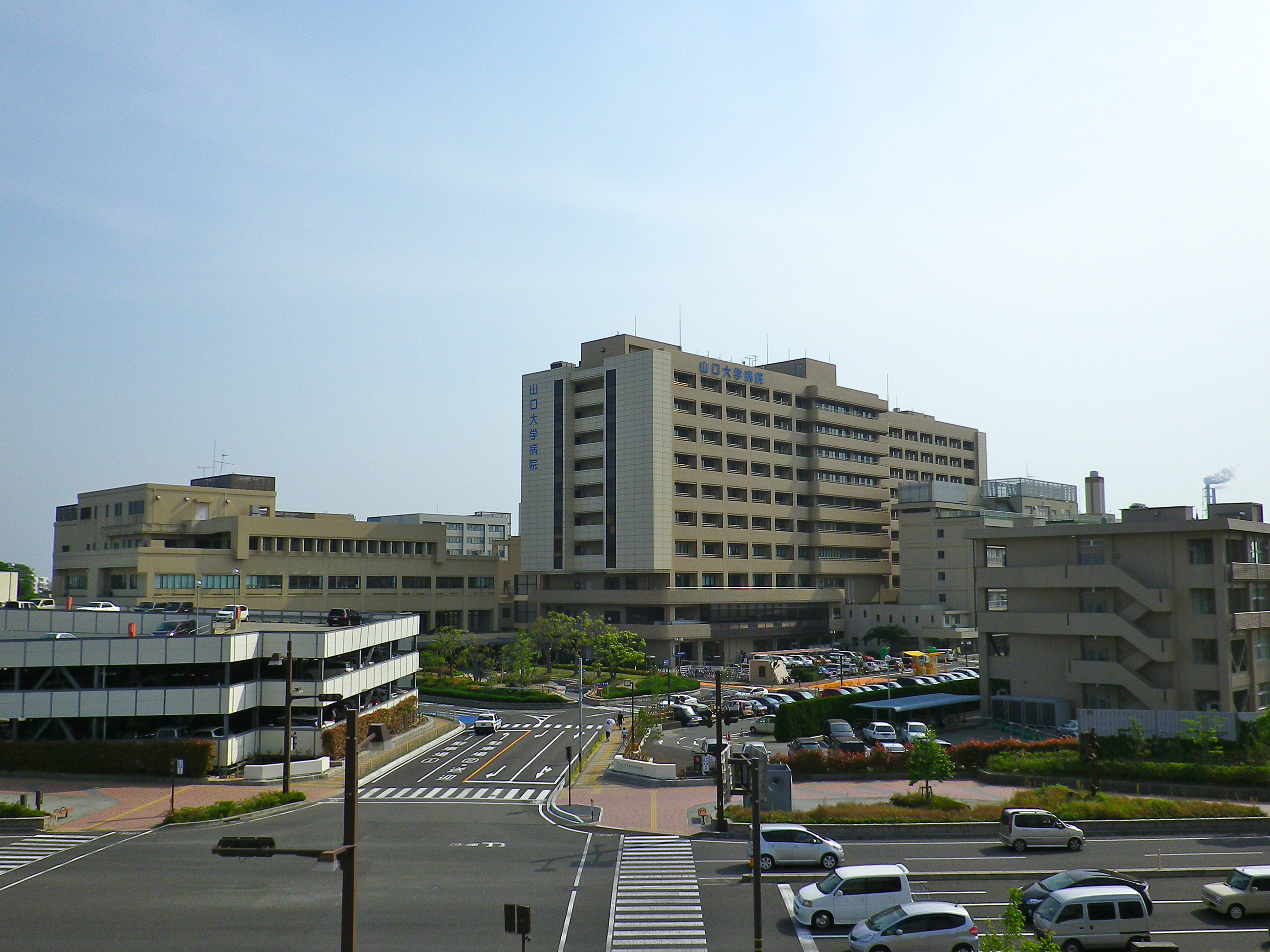
Universitätsklinikum im Kogushi-Campus

- Yoshida-Campus (in Yoshida, Yamaguchi, Präfektur Yamaguchi, 34° 8′ 50,1″ N, 131° 28′ 6,6″ OKoordinaten: 34° 8′ 50,1″ N, 131° 28′ 6,6″ O):
  - Fakultät für Geisteswissenschaften
  - Fakultät für Pädagogik
  - Fakultät für Wirtschaftswissenschaften
  - Fakultät für Naturwissenschaften
  - Fakultät für Agrarwissenschaft
- Tokiwa-Campus (in Tokiwadai, Ube, Präfektur Yamaguchi, 33° 57′ 22,2″ N, 131° 16′ 20,1″ O):
  - Fakultät für Ingenieurwissenschaften
- Kogushi-Campus (in Minamikogushi, Ube, Präfektur Yamaguchi, 33° 57′ 30,3″ N, 131° 14′ 55,7″ O):
  - Fakultät für Medizin

## Studentenlied
Die Fakultät für Wirtschaftswissenschaften hat eines der ältesten japanischen Studentenlieder, das Hana naki yama (花なき山, dt. „Der Hügel ohne Blüte“) heißt. 1899 komponierte der Professor Sassa Masakazu (佐々 政一, Pseudonym: 佐々 醒雪, Sassa Seisetsu, 1872–1917) das Lied für die Lernenden der Oberschule Yamaguchi. Das Lied wurde von der Höheren Handelsschule Yamaguchi (die Vorgängerin der Fakultät für Wirtschaftswissenschaften) geerbt.
Der Text sagt etwa aus:
(1) Unsre Schule liegt hinter einem Hügel ohne Kirschblüte, im Land neben dem kleinen Fluss ohne Mondenschein am Wasserfläche. Wohnheimkameraden, lasst uns jedoch zusammenkommen!
(Die 2. Strophe singt von wilder Kirschblüte und veränderlicher Herzen im Frühling.)
(Die 3. Strophe singt vom Mondenschein und der Trunkenen im Herbst.)
(4) Der Berg Hōben (鳳翩山, etwa 730 m hoch) mag nicht so hoch sein und der Fluss Fushino (椹野川) mag nicht so weit sein, sie dauern für ewig; so möge unsre Freundschaft sein.